# Karl Hartwig Gregor von Meusebach
Karl Hartwig Gregor von Meusebach (Voigtstedt, 6 giugno 1781 – Geltow, 22 agosto 1847) è stato un avvocato e storico della letteratura tedesco.
Usò nei suoi scritti i seguenti pseudonimi "Alban" e "Markus Hüpfinsholz" .

## Biografia
Studiò a Gottinga e Lipsia, e nel 1803 fu nominato assistente di cancelleria a Dillenburg. Fino al 1842 fu presidente della Rheinischen Kassationshofs.
Meusebach fu una pionera di letteratura tedesca e durante la sua vita raccolse una biblioteca personale di 36.000 volumi di letteratura del XVI-XVII secolo, tra cui la chiesa tedesca, le canzoni folcloristiche, le chapbooks, ecc. Dopo la sua morte, la sua collezione fu acquistata dalla Staatsbibliothek zu Berlin (Biblioteca Reale di Berlino) per 14700 talleri con il sostegno finanziario di Federico Guglielmo IV di Prussia.
Era un buon amico dei fratelli Jacob e Wilhelm Grimm, e appoggiava giovani scienziati e scrittori tra cui vi era anche il poeta August Heinrich Hoffmann von Fallersleben.

## Opere principali
- Kornblumen (Cornflowers), 1804.
- Geist aus meinen Schriften. Durch mich selbst herausgezogen, und an das Licht gestellt; 1809.
- Zur Recension der deutschen Grammatik, 1826.
- Fischart-Studien , editore Camillus Wendeler, 1879.
- Briefwechsel des Freiherrn Karl Hartwig Gregor von Meusebach mit Jacob und Wilhelm Grimm, editore Camillus Wendeler, 1880.